# Samuel Aguayo
Samuel Aguayo (Villeta, 26 de octubre de 1909-Asunción, 18 de marzo de 1993) fue un cantante, compositor y difusor de la música paraguaya, radicado por décadas en Buenos Aires, Argentina. Considerado uno de los principales referentes de la canción paraguaya del siglo XX, desarrolló una carrera artística que incluyó más de 1200 grabaciones, la fundación de su propia orquesta y una trayectoria diplomática como agregado cultural.

## Biografía
Hijo de Samuel Aguayo y Justina Alfonso, fue descendiente directo del brigadier general Fulgencio Yegros.
Desde joven integró diversos conjuntos de música popular y se trasladó a Buenos Aires con 18 años de edad, donde comenzó una intensa actividad artística. En ese entorno se consolidó como uno de los principales embajadores culturales del Paraguay en el Cono Sur.

### Inicios artísticos
Aguayo firmó contrato con el sello discográfico RCA Víctor, para el cual grabó sus primeros discos como solista. En 1927 registró dos piezas emblemáticas: «Floripami» y «Caminante triste», que posteriormente se convertirían en clásicos del repertorio popular paraguayo.

### Trayectoria musical
En 1928 fundó su primera orquesta, compuesta por destacados intérpretes: Juan Escobar (bandoneón), Valentín Escobar (clarinete), Gumersindo Ayala Aquino (guitarra), Francisco Alvarenga, Julio Escobeiro, Lay Rojas y Domingo López (violines), y Américo Cabrera (piano). Este conjunto se mantuvo activo durante una década y se presentó en emisoras de gran alcance en Buenos Aires como Radio El Mundo, Radio Splendid y Radio Belgrano.
A lo largo de su carrera, Aguayo grabó más de 1200 discos y fue galardonado en once ocasiones con discos de oro por sus niveles de difusión y popularidad. Su repertorio incluyó composiciones propias, obras tradicionales y adaptaciones modernas de la música folklórica paraguaya.

## Diplomacia y distinciones
Aguayo ejerció el cargo de agregado cultural de la Embajada del Paraguay en Argentina durante 25 años, convirtiéndose en una figura clave en la proyección cultural del país en el exterior.
Recibió condecoraciones del Ministerio de Defensa Nacional y del Ministerio de Educación y Culto del Paraguay, además de distinciones internacionales otorgadas por la Federación Internacional de Ciencias, Artes y Letras de Francia, junto a personalidades como Maurice Chevalier y Orson Welles. Fue galardonado también con:
- Medalla de Reconocimiento de las Naciones Unidas;
- Medalla de Reconocimiento del Instituto de Cultura Hispánica;
- Medalla de Oro de SADAIC;
- Diploma de Miembro Protector de la Cruz Roja Paraguaya.

## Últimos años y fallecimiento
En 1980 retornó definitivamente al Paraguay, retirándose de la vida pública y artística. Falleció en la ciudad de Asunción el 18 de marzo de 1993.

## Obras
Entre sus composiciones más reconocidas se encuentran:
- «Noches del Paraguay»
- «Che jazmín poty»
- «General Stroessner»
- «La patria te reclama»
- «Tupasy memby»
- «Oroite»
- «China querida»
- «Caminante triste»

## Filmografía
- Noches de Buenos Aires (1935), dirigida por Manuel Romero